# Marnes-la-Coquette
Marnes-la-Coquette è un comune francese di 1 699 abitanti situato nel dipartimento dell'Hauts-de-Seine nella regione dell'Île-de-France.

## Geografia fisica

Posizione di Marnes-la-Coquette nell'Île-de-France

Marnes-la-Coquette è un comune situato a ovest di Parigi, tra il parco di Saint-Cloud e la foresta de Fausses-Reposes.

### Geologia e terreno
La città si trova fra due colline coperte di boschi: su una la foresta de Fausses-Reposes, sull'altra il parco di Saint-Cloud. È uno dei comuni con più area boscosa di Parigi.
Una parte del terreno è marna (da qui il nome=marneux).

### Comuni limitrofi
La città confina con i comuni di:
- Vaucresson a nord;
- Garches a nord-est;
- Saint-Cloud a est;
- Ville-d'Avray a sud;
- Versailles (Yvelines) a ovest.

### Clima
Il clima dell'Île-de-France è di tipo oceanico. Il clima nei dipartimenti della periferia di Parigi interna è caratterizzata da sole e pioggia piuttosto basso.
Le stazioni meteorologiche utilizzate per controllare il clima di Marnes-la-Coquette sono quelle dell'aeroporto Orly e Vélizy-Villacoublay.

## Società

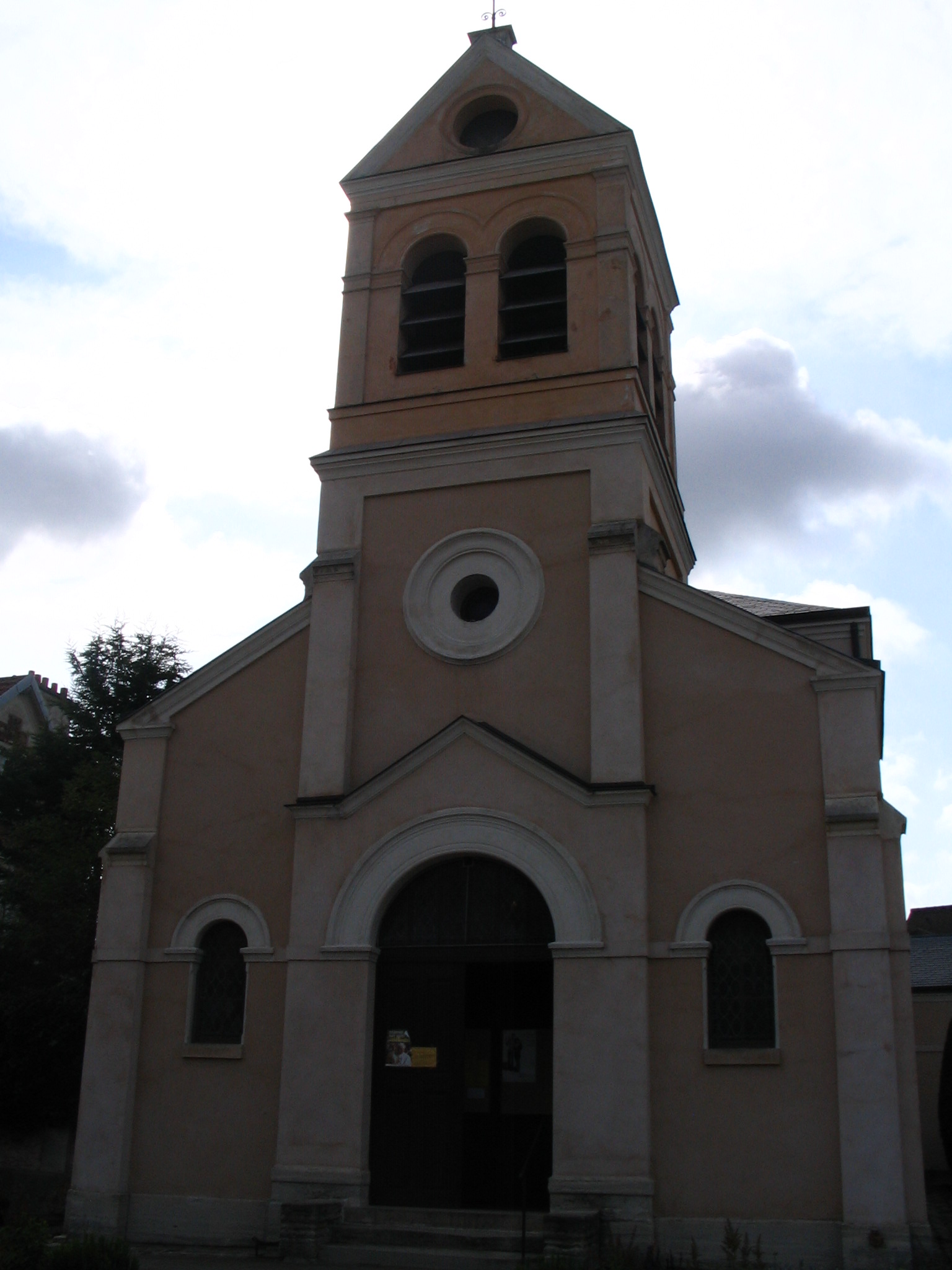
Chiesa cattolica di Marnes

È il comune meno popolato del dipartimento Hauts-De-Seine e anche con meno densamente popolato, con 436,5 abitanti per km².

## Cultura

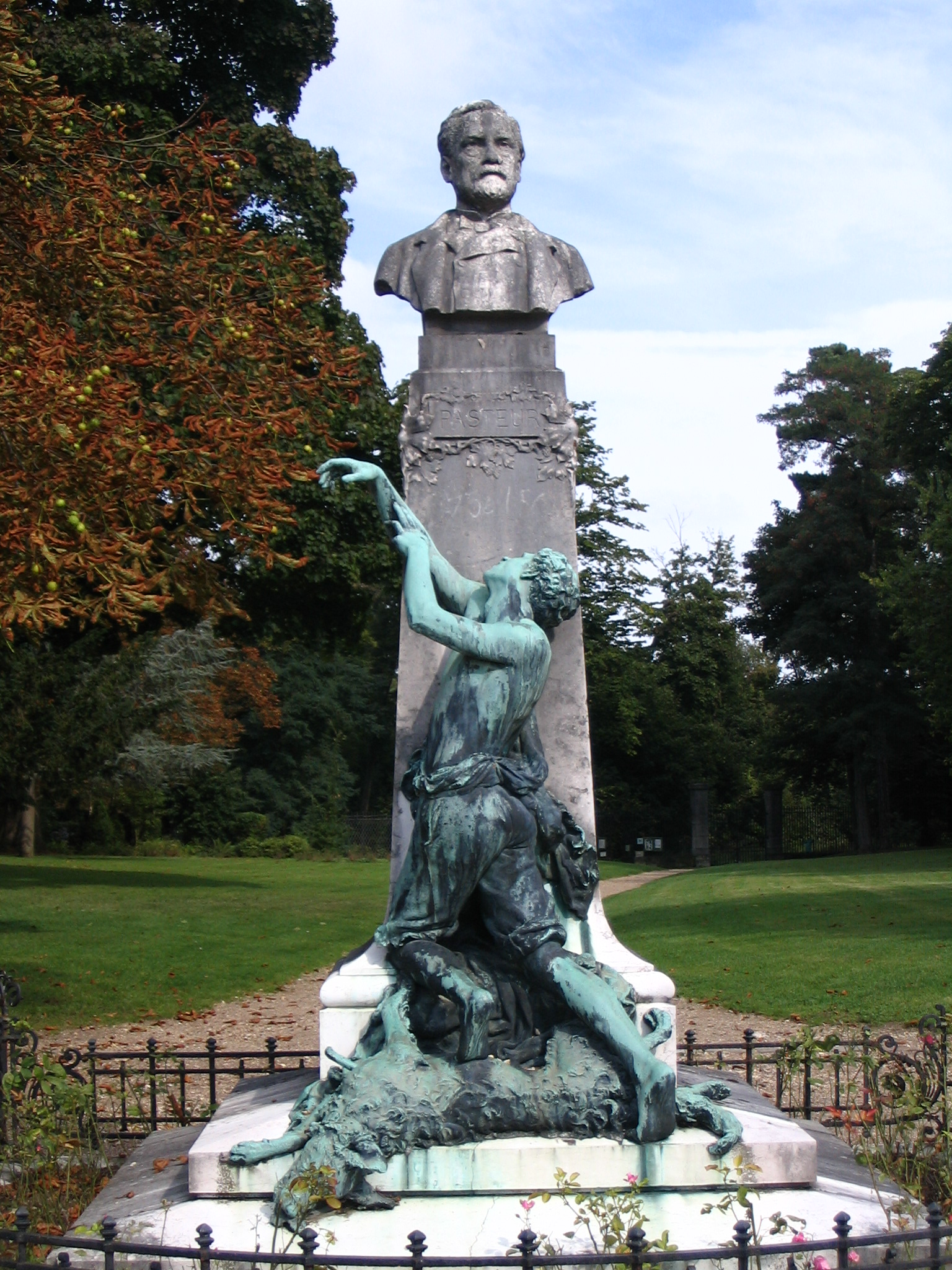
Statua di Pasteur nel parco vicino al municipio

### Evoluzione demografica
Abitanti censiti

## Infrastrutture e trasporti

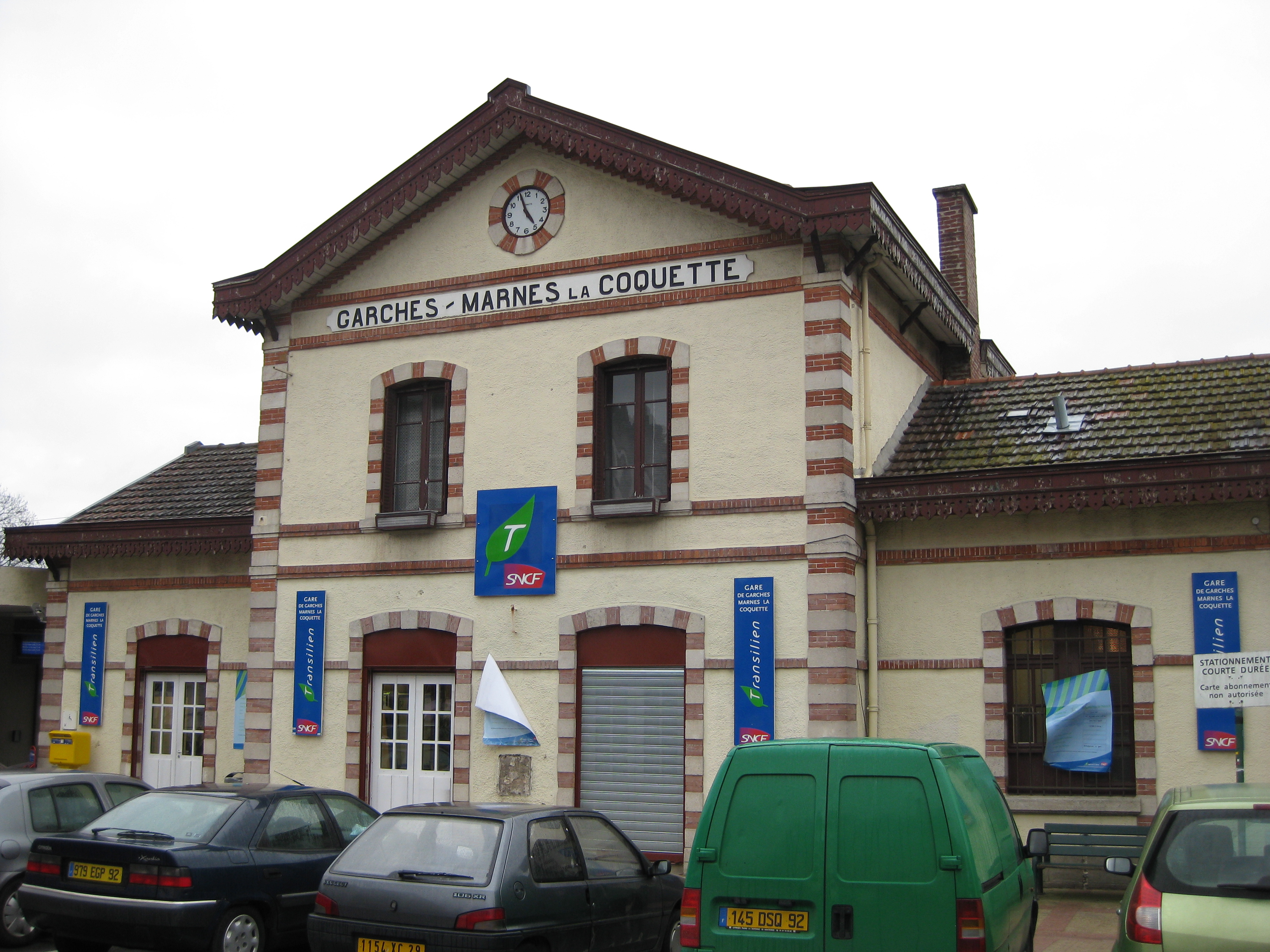
Stazione di Marnes-la-Coquette

La città è servita dalla stazione Gare de Garches - Marnes-la-Coquette della linea Parigi-Saint-Nom-la-Bretèche

## Economia
Nel 2007, l'INSEE classifica Marnes-la-Coquette come la città francese in cui il reddito familiare medio d'imposta è il più alto: 42855 €.
Secondo la Direzione generale delle imposte, Marnes-la-Coquette è la più ricca città per reddito pro-capite in Francia:
nel 2004, Marnes-la-Coquette aveva l'importo medio pro capite di 81746 €.